# Kristanna Loken
Kristanna Sommer Loken (* 8. října 1979), či také Kristanna Sommer Løken, je americká herečka a bývalá modelka s norskými kořeny.

## Životopis

### Dětství
Kristanna Loken se narodila v Ghentu ve státě New York. Jejím otcem je spisovatel Merlin „Chris“ Loken a matka modelka Rande Porath. Její prarodiče jak z matčiny, tak z otcovy strany pocházeli z Norska, kteří imigrovali do Wisconsinu, kde se nachází početná norsko-americká komunita. Vyrůstala ve státě New York v regionu Upstate New York.

### Kariéra
Kristannina herecká dráha započala v roce 1994, kdy hrála v seriálu As The World Turns postavu Danielle Andropoulos a také se objevila v několika televizních pořadech a seriálech, včetně pravidelných rolí v Philly, Unhappily Ever After, Mortal Kombat: Conquest, a Boy Meets World či hostování v epizodě „Hýčkaný syn“ seriálu Star Trek: Vesmírná loď Voyager. Pravděpodobně její nejznámější role je postava androida T-X z filmu Terminátor 3: Vzpoura strojů z roku 2003. O rok později dostala roli v německém televizním filmu Die Nibelungen, který byl vysílán jako dvoudílná minisérie. Následně v roce 2006 hrála hlavní postavu ve filmové verzi videohry BloodRayne a dále hrála také v dalším filmu inspirovaným videohrou Dungeon Siege, - In the Name of the King: A Dungeon Siege Tale.
Objevila se také v deseti epizodách čtvrté řady seriálu The L Word, která měla svůj debut v lednu roku 2007. Nejnověji hrála hlavní roli v seriálu na SciFi Channelu Painkiller Jane, který se začal vysílat v dubnu 2007.

### Osobní život
Loken je bisexuální orientace. V letech 2006 až 2007 tvořila pár s americkou herečkou Michelle Rodriguezovou. V roce 2008 se provdala za kanadského herce Noaha Danbyho, ale o rok později se rozvedli. 
Se svým dlouholetým přítelem Jonathanem Batesem přívítala na svět v roce 2016 syna Thora.

## Filmografie (výběr)

### Film
| Rok  | Název filmu                  | Role   | Poznámka |
| ---- | ---------------------------- | ------ | -------- |
| 2001 | Panika ve vzduchu            | Josie  |          |
| 2003 | Terminátor 3: Vzpoura strojů | T-X    |          |
| 2007 | Ve jménu krále               | Elora  |          |
| 2024 | Temnota v nás                | Claire |          |

### Televize
| Rok     | Název                           | Role               | Poznámky             |
| ------- | ------------------------------- | ------------------ | -------------------- |
| 1996    | Zákon a pořádek                 | Sonya Dubrow       | díl: „Savior"        |
| 1997    | Star Trek: Vesmírná loď Voyager | Malia              | díl: „Hýčkaný syn"   |
| 1997–98 | Pensacola - Zlatá křídla        | Janine Kelly       | hlavní role          |
| 1998–99 | Na život a na smrt              | Taja               | hlavní role          |
| 2004    | Království prstenu              | královna Brunhilda | TV film              |
| 2007–08 | Láska je Láska                  | Paige Sobel        | vedlejší role        |
| 2011–12 | Status: Nežádoucí               | Rebecca Lang       | vedlejší role        |
| 2017    | Smrtonosná zbraň                | Adriana Stabilito  | díl: „Zapomeň na to" |